# Berthold Damshäuser
Berthold Damshäuser (* 8. Februar 1957 in Wanne-Eickel) ist ein deutscher Malaiologe und literarischer Übersetzer. Seit 1985 lehrt er indonesische Sprache und Literatur an der Universität Bonn.
Damshäuser studierte ab 1976 zunächst Germanistik und Philosophie an der Ruhr-Universität Bochum. Nach einem Indonesisch-Sprachstudium an der Universitas Indonesia in Jakarta 1978 wechselte er an die Universität zu Köln, wo er Malaiologie, Germanistik und Wirtschaftsgeographie studierte und 1983 mit dem Magister Artium abschloss. Parallel dazu absolvierte er ein Studium der indonesischen Sprache am Seminar für Orientalische Sprachen der Universität Bonn. Er schloss 1983–84 ein Graduiertenstudium der Indonesischen und Javanischen Philologie an der Universitas Indonesia in Jakarta an.
Seit 1984 ist Damshäuser gerichtlich beeideter Übersetzer und Dolmetscher der indonesischen Sprache. Er dolmetschte unter anderem bei Staatsbesuchen des deutschen Bundeskanzlers in Indonesien (1993 und 1998) sowie des indonesischen Staatspräsidenten in Deutschland (1991 und 1995). 
Im akademischen Jahr 1985/86 hatte er einen Lehrauftrag für Indonesische Sprache am Seminar für Orientalische Sprachen der Universität Bonn, 1986 wurde er Lektor. Seit 1989 ist er Studienrat bzw. Oberstudienrat im Hochschuldienst an der Abteilung für Südostasienwissenschaft der Universität Bonn.
Gemeinsam mit dem Sinologen Wolfgang Kubin ist Damshäuser seit 1992 Herausgeber von der Zeitschrift Orientierungen zur Kultur Asiens. Seit 1997 ist er Mitglied der Deutsch-Indonesischen Kommission für Sprache und Literatur. Zusammen mit dem indonesischen Schriftsteller und Literaturwissenschaftler Agus R. Sarjono gibt er seit 2003 die Seri Puisi Jerman, eine Reihe deutschsprachiger Lyrik in indonesischer Übersetzung, heraus. Das Außenministerium der Republik Indonesien zeichnete Damshäuser 2010 als Presidential Friend of Indonesia aus.